# Casa-Museo de Unamuno
La casa-museo de Unamuno es una vivienda ubicada en el centro histórico de la ciudad de Salamanca (España). Siendo una casa vivienda perteneciente a la Universidad construida desde el siglo XVIII y dedicada a Casa Rectoral durante su mandato. Es conocida por haber sido el lugar donde vivió Miguel de Unamuno cuando fue Rector de la Universidad de Salamanca por primera vez. Desde los años cincuenta es un museo dedicado a su vida y estancia del escritor en Salamanca (1900-1914). La casa-museo Unamuno está integrada en el Servicio de Archivos y Bibliotecas de la Universidad de Salamanca.

## Historia
El edificio fue aprobado para su construcción en claustro universitario el 3 de junio de 1758. El edificio fue construido en el periodo que va desde 1758 hasta el 13 de diciembre de 1762. Siendo trazado por el arquitecto Andrés García de Quiñones (autor de la Casa Consistorial en la Plaza Mayor) como Casa del Rector y espacio administrativo de la Universidad. Unamuno, que vivió en la ciudad de Salamanca como profesor y catedrático de griego clásico, al obtener el puesto como Rector en 1900 pasa a ocupar la casa. En este segundo piso de la casa es donde Unamuno escribe sus poemas y gran parte de sus novelas.  
En 1952 se realizan las primeras labores de adaptación del que será el museo de Unamuno. Se colocan muebles en el segundo piso. Se ubica la biblioteca personal de Unamuno cedida a la Universidad con sus 6.000 volúmenes. Durante el curso 1976-1977 se comenzaron a acondicionar los espacios de la casa para proporcionar la ambientación histórica que recreara el ambiente del escritor. El proceso de ambientación finaliza en 1996 cuando se abre oficialmente el museo al público.

## Características
El edificio se encuentra en el ala derecha de la fachada principal de las antiguas Escuelas Mayores por la calle de Libreros y en la esquina a la de Calderón de la Barca. Toda ornamentación se centra en la portada que posee en su parte superior un escudo de la Universidad de Salamanca en el que se puede leer una divisa que reza: "OMNIVM SCIENTARVM PRINCEPS SALMANTICA DOCET". El edificio de planta rectangular se edifica en dos plantas. En la planta baja se encuentra el Salón Oficial, que servía para celebrar los claustros de la Universidad (ahora empleado como cátedra de música) y en la primera hay un espacio dedicado a la vivienda así como a despachos.